# Polio

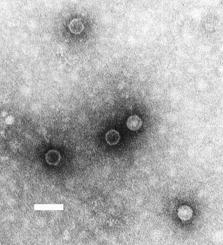
Poliovirus

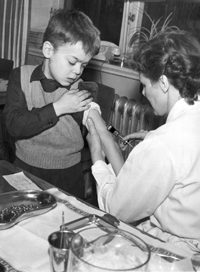
Poliovaccineringen inleddes i Sverige 1957. Bilden visar sjuksköterskan Birgit Rutberg som ympar Nils Birger Linderholm i februari 1957.

Polio (latin poliomyelitis av polios, "grå" och myelos, "märg") eller barnförlamning orsakas av ett virus som till en början infekterar människors övre luftvägar och stannar i tarmkanalen. För vissa infekterade sprider sig sedan viruset och infekterar ryggmärgens grå substans och kan då orsaka förlamning. Viruset är mycket smittsamt och därför drabbas främst barn, därav benämningen barnförlamning. 
Den aggressiva variant av polio som senare spreds över världen rapporterades första gången 1881 bland barn i Sävar i dagens Umeå kommun och kort därefter i Stockholm. Mycket tyder på att varianten också uppstod i norra Sverige. Smittspridningen nådde pandemiska nivåer i vissa världsdelar under 1900-talets första hälft. 
Sjukdomen har tidigare varit en stor orsak till död, förlamning och livslånga funktionsnedsättningar, men effektiva vaccinationsprogram har nu utrotat viruset i stora delar av världen. Enligt WHO var polio 2013 endemiskt endast i Afghanistan, Nigeria och Pakistan.
I september 2015 bedömdes polio inte längre vara endemisk i Nigeria, vilket senare visade sig inte stämma utan landet uppfördes åter på listan över endemiska områden.
I början av 2014 fanns många polioutbrott i Asien, Afrika och Mellanöstern, men sedan dess har situationen förbättrats betydligt. 
De flesta som infekteras uppvisar inga symptom. Vid 4-8 % av fallen kommer viruset in i blodbanan och ger milda influensaliknande symptom i övre luftvägarna och mag-tarmkanalen. I 1 % av fallen når viruset ryggmärgen och förstör motorneuron, det vill säga nerver som går ut till musklerna. Sjukdomen kallas då paralytisk poliomyelit, och kan orsaka bestående förlamningar och död. Dödligheten i paralytisk poliomyelit är 5 - 15 %. Känselsinnets nerver förblir opåverkade. Ju äldre den sjuke är, desto större är risken för permanent förlamning; risken är cirka 15 gånger större för vuxna än för spädbarn.

## Orsaker och smittvägar
Poliomyelit är mycket smittsamt. Smittämnet kommer in i kroppen genom munnen och överförs via droppsmitta från infekterades övre luftvägar eller via infekterade personers avföring om denna kommer i kontakt med händer, bestick, mat eller vatten.
Sjukdomen orsakas av poliovirus, ett enterovirus av familjen picornavirus. Poliovirus förekommer i tre typer benämnda poliovirus 1, 2 respektive 3. Poliovirus smittar peroralt via aerosol eller fekal kontamination och infekterar tarmen.

## Symtom och sjukdomsmekanism
Medan viruset endast infekterat tarmen märks inga symptom. Viruset kan dock efter att ha infekterat tarmen ibland ta sig ut i blodomloppet, vilket ger förkylningsliknande symptom, och sedan in i centrala nervsystemet där det kan orsaka förlamning genom att infektera de delar i ryggmärgen som är involverade i kontroll av viljestyrd muskulatur. Inkubationstiden är cirka 10 dagar för initiala symtom, men 90-95 % av de smittade erfar inga symtom.
Personer som haft polio kan senare i livet utveckla så kallat postpoliosyndrom. Detta kan bestå i led- och muskelvärk samt muskelsvaghet.
Infektion av polio ger typiskt livslång immunitet mot den typen, men de tre poliotyperna ger ingen inbördes immunitet. Det är alltså möjligt att få polio tre gånger, en gång för varje typ.

## Vaccin
Det första poliovaccinet utvecklades av Hilary Koprowski i Philadelphia i januari 1952. Koprowskis vaccin använde en försvagad poliostam och intogs oralt. Det godkändes dock aldrig i USA. Några år senare utvecklade Jonas Salk ett vaccin som använde avdödat poliovirus och injicerades, och ytterligare något år senare utvecklade Albert Sabin ett vaccin som påminde om Koprowskis och också intas oralt. Både Salks och Sabins vaccin godkändes och användes i USA. Orala poliovaccin har inte använts i Sverige.
Parallellt med Salks arbete utvecklade svenska forskare vid Karolinska Institutet i samarbete med Statens Bakteriologiska Laboratorium (SBL) (Sven Gard, Tore Wesslén, Bertil Melén, Erik Lycke, Margareta Böttiger, Gunnar Olin med flera) ett effektivt avdödat poliovaccin som använts i Skandinavien. 
I Sverige infördes allmän vaccination mot polio år 1957. Enligt en uppgift i Läkartidningen har endast det svenskutvecklade vaccinet använts i Sverige, men enligt en doktorsavhandling om svenska polioepidemier användes under de två första åren, 1957 och 1958, även Salkvaccin importerat från USA eftersom man inte förmått producera tillräckligt av det svenska vaccinet.
Ingen vet hur länge den immunitet mot polio som induceras av poliovaccinering enligt den svenska modellen räcker. Folkhälsomyndigheten utvärderar regelbundet hur stor andel av befolkningen i Sverige som är immun. Vid den senaste studien 2007 fann de, att hela befolkningen hade god immunitet mot polio, inklusive den grupp som föddes år 1957 när poliovaccineringsprogrammet startade i Sverige. Immuniteten varar alltså minst i 50 år.

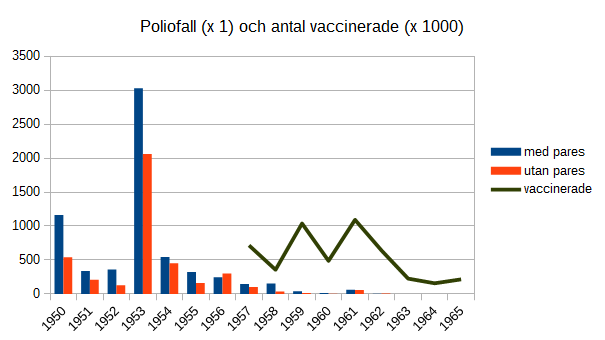
Rapporterade poliofall och antal nyvaccinerade i Sverige 1950 - 1964. Källa: Medicinalstyrelsen.

Antalet poliofall minskade dramatiskt i samband med att poliovaccinering infördes i Sverige. Tabellen till höger visar antal rapporterade poliofall med pares (förlamning) och utan pares för åren 1950 - 1965. Den heldragna linjen visar antal vaccinerade. Det första året utan några poliofall alls var 1963. Antalet vaccinerade var över 700 000 det första året och översteg en miljon både 1959 och 1961.

## Epidemiologi
Poliovirusinfektion ger allvarliga symtom, framförallt i högre åldrar. Småbarn som infekterats med poliovirus får oftast milda symptom, och blir därefter immuna mot sjukdomen. Eftersom polio är mycket smittsamt infekteras i princip alla mycket tidigt i områden där de sanitära förhållandena är dåliga. Detta medför att polio blir ett större hot mot befolkningen när de sanitära förhållandena förbättras, eftersom smitt-tillfällena då blir färre och insjuknandeåldern därför förskjuts uppåt.
Den första rapporteringen av sjukdomen polio gjordes av Jakob Heine 1840. Oskar Medin var sedan den förste som gjorde empiriska studier av en polioepidemi. Sjukdomen är därför också känd som Heine–Medins sjukdom.
Sommaren 1881 insjuknade åtta barn och ungdomar i byn Gravmark, Sävars socken i Västerbotten i infektionssjukdom med förlamning, som av provinsialläkaren dr Bergenholz diagnostiserades som "Poliomyelitis anterior acuta". Senare under sommaren fastställde samme läkare också sjukdomen hos barn i fyra familjer vid Hörnefors bruk och hos ett i länet i övrigt. Vid uppföljningsbesök i oktober diagnostiserades ytterligare tre fall, den äldste 24 år. Det framgår inte riktigt klart var dessa bodde, men troligen var det i eller i närheten av Gravmark. I rapport 1002 från oktober beskrivs även klinik hos fyra som hade kvarvarande förlamning.

## Historik och några utbrott
På en relief från 18:e dynastin avbildas en man med spetsfot och atrofi av benmusklerna, vilket är karaktäristiska symtom på förlamning efter genomgången akut sjukdom och greken Hippokrates beskrev fall som sannolikt var polio. Ett av de första någorlunda systematiskt kartlagda och beskrivna utbrotten var dr Bergenholz rapporter.
Ett stort polioutbrott i Sverige ägde rum 1953 - 1954, några år innan det svenska vaccinationsprogrammet mot polio inleddes 1957. Över 5 000 fall diagnosticerades, varav över 3 000 blev förlamade och ungefär fem procent avled i ett tidigt skede. Utbrottet föregicks av en epidemi i Danmark 1952. Man har beräknat att antalet poliofall med symtom motsvarar 2,5 - 5 miljoner subkliniska infektioner.
I Järna utanför Stockholm insjuknade 1977 en tvåårig flicka i polio typ 2. Hon tillhörde en grupp antroposofer som inte vaccinerat sig enligt svenska rekommendationer. Bland de övriga i samma grupp visade sig 26 vara friska smittbärare – vilket visar hur omfattande smittspridningen kan vara. Några av de friska smittbärarna utsöndrade virus i mer än tre månader.
År 1985 inträffade ett utbrott av polio typ 3 i Finland trots att i princip hela befolkningen vaccinerats med avdödat vaccin. Undersökningar visade sedan att immuniteten mot denna poliotyp var otillräcklig på grund av brister i vaccintillverkningen. Nio fall av paralytisk polio samt ett meningitfall inträffade och man fann 100 smittbärare. Minst 1 % av Helsingfors befolkning beräknades utsöndra virus. Detta ledde till en omfattande massvaccinationskampanj med levande vaccin där flera miljoner finländare blev vaccinerade.
I Nederländerna började man vaccinera med avdödat vaccin 1957, samtidigt som Sverige. Sedan dess har landet drabbats av sju lokala och två landsomfattande epidemier. Alla fall har tillhört religiösa minoriteter som motsätter sig vaccination av religiösa skäl. Hösten 1992 insjuknade 71 personer i polio typ 3, tre av dem avled.

## Utrotning
Polioviruset angriper endast människor och det finns ingen djurreservoar. Därför finns förutsättningarna för att det ska kunna utrotas.
Av de tre poliotyperna förekommer numera endast typ 1 i vilt tillstånd. Typerna 2 och 3 har utrotats.
PolioPlus är ett biståndsprogram som startades 1985 då Rotary gav ett löfte att utrota polio och 1988 bestämdes sedan en internationell folkhälsosatsning med målet att eliminera alla fall av polioinfektion i hela världen, "Global Polio Eradication Initiative: GPEI", som leds av WHO, Unicef och Rotary. Senare har ytterligare organisationer anslutit. Den har lyckats minska antalet diagnosticerade fall från hundratusentals till 37 fall år 2016, 22 fall år 2017 och 33 fall 2018.
Polio är augusti 2017 endemiskt endast i Afghanistan, Pakistan och Nigeria. I samtliga tre länder är det trots stora ansträngningar mycket svårt att nå alla delar på dels grund av geografiska förhållanden och dels på grund av interna oroligheter.